# Red Cloud (album)
Red Cloud è un album del chitarrista italiano Dario Chiazzolino, pubblicato nel 2016.

## Il disco
L'album è stato registrato a Torino in collaborazione con il pianista italiano Antonio Faraò, il bassista francese Dominique Di Piazza e il batterista Manhu Roche.

## Tracce
1. Red Cloud – 5:26 (musica: Dario Chiazzolino)
2. Twelve Colors – 6:37 (musica: Dario Chiazzolino)
3. Lightning – 4:50 (musica: Dario Chiazzolino)
4. Storm – 3:55 (musica: Dario Chiazzolino)
5. Placid Sky – 4:30 (musica: Dario Chiazzolino)
6. Twilight – 5:39 (musica: Dario Chiazzolino)
7. Eternity – 2:44 (musica: Dario Chiazzolino)
8. Solar – 3:55 (musica: Miles Davis)
9. Starry – 4:26 (musica: Dario Chiazzolino)

## Formazione
- Dario Chiazzolino - chitarra
- Antonio Faraò - pianoforte
- Dominique Di Piazza - contrabbasso
- Manhu Roche - batteria